# Cardiandra amamiohsimensis
Cardiandra amamiohsimensis är en hortensiaväxtart som beskrevs av Gen-Iti Koidzumi. Cardiandra amamiohsimensis ingår i släktet Cardiandra och familjen hortensiaväxter. Inga underarter finns listade i Catalogue of Life.